# Liste der Studentenverbindungen in Wismar
Diese Liste der Studentenverbindungen in Wismar verzeichnet die Studentenverbindungen und akademischen Vereine an der 1908 gegründeten Ingenieur-Akademie Wismar, der späteren Hochschule Wismar. Organisiert waren sie im Wismarer Waffenring (WWR) und im Wismarer Chargierten-Convent (WCC).
Im Zuge der Gleichschaltung der Nationalsozialisten wurden alle Wismarer Studentenverbindungen zwangsaufgelöst oder haben sich auf Druck selbst aufgelöst. In der Nachkriegszeit wurde aufgrund der politischen Situation Ostdeutschlands und später der DDR keine Studentenverbindung in Wismar reaktiviert. Die Landsmannschaft Rheno-Silesia wurde 1966 in Heilbronn rekonstituiert und ist die einzige noch aktive Studentenverbindung aus Wismar.

## Liste
Die Sortierung erfolgt nach dem Gründungsdatum.
|  |
|  |
|  |

|  |
|  |
|  |

|  |
|  |
|  |

|  |
|  |
|  |

|  |
|  |
|  |

|  |
|  |
|  |

|  |
|  |
|  |

|  |
|  |
|  |

|  |
|  |
|  |

|  |
|  |
|  |

|  |
|  |
|  |

|  |
|  |
|  |

|  |
|  |
|  |

|  |
|  |
|  |

|  |
|  |
|  |

|  |
|  |
|  |

|  |
|  |
|  |

|  |
|  |
|  |

## Wismarer Waffenring
Dem Wismarer Waffenring (WWR) gehörten alle pflichtschlagenden Verbindungen an:
1. Landsmannschaft Rheno-Silesia
2. Burschenschaft Silesia
3. Corps Alemannia
4. Landsmannschaft Lituania
5. Burschenschaft Hansea

Zwischen Angehörigen dieser Verbindungen wurden Bestimmungsmensuren ausgetragen. Bei jeder Korporation waren drei Partien Pflicht, eine als Fuchs und zwei als Bursche. Bis 1925 war als Studentische Fechtwaffe der Säbel mit 8er Klinge eingeführt. Er konnte ab 1926 freiwillig auch noch später benutzt werden. Mit Beginn des Sommersemesters 1926 wurde mit dem Schläger gefochten (30–40 Gänge). Möglich waren auch Verabredungsmensuren mit auswärtigen Korporationen, auch in Berlin. Benutzt wurde dabei der Glockenschläger. Strengstens verboten, wurden die Mensuren zwischen 1930 und 1935 im Geheimen ausgetragen. Eine der Gaststätten war das außerhalb von Wismar gelegene „Rote Tor“. Die Polizei nahm Kopfverbände („Wickelköpfe“) aber nie zum Anlass für Nachforschungen. Da es in Wismar nur zwei Paukärzte gab, mussten die Mensuren im WWR genau abgesprochen werden.